# Memecylon grande
Memecylon grande är en tvåhjärtbladig växtart som beskrevs av Anders Jahan Retzius. Memecylon grande ingår i släktet Memecylon och familjen Melastomataceae. IUCN kategoriserar arten globalt som sårbar. Inga underarter finns listade i Catalogue of Life.